# Surf aux Jeux olympiques d'été de 2024
Navigation
Tokyo 2020 Los Angeles 2028
Les épreuves de surf des Jeux olympiques d'été de 2024 ont lieu à Tahiti, en Polynésie française du 27 juillet au 6 août 2024. C'est la deuxième apparition du surf aux Jeux olympiques, en tant que sport additionnel, même s'il est dorénavant déjà intégré dans la liste des 28 sports officiels pour les jeux de Los Angeles en 2028.

## Site
Le comité d'organisation a choisi un site hors de la métropole pour le surf en privilégiant le spot de Teahupo'o et sa vague célèbre pour sa puissance, qui accueille le Billabong Pro Tahiti, une étape du circuit du championnat du monde de surf ; lors de la constitution du dossier, cinq sites avaient déposé leurs candidatures : Biarritz-Pays Basque, Lacanau-Bordeaux Métropole, La Torche, Hossegor/Seignosse/Capbreton et Tahiti.
Les travaux d'adaptation du site, intégrant notamment la construction d'une tour en aluminium dans le lagon, avec eau courante et évacuation des eaux usées, qui pourrait dégrader les fonds marins et nuire à la biodiversité du site, suscite une forte opposition locale. Cela conduit le président de la Polynésie française Moetai Brotherson à proposer de déplacer l'épreuve à Taharuu, un site moins renommé mais plus facile d'accès, sur la côte ouest de Tahiti. En réponse, le comité d'organisation confirme que l'épreuve ne sera pas déplacée et qu'il demande au CIO de revoir à la baisse ses exigences quant à la tour, quitte à la construire sur la plage.

## Qualifications
48 surfeurs seront qualifiés pour la compétition, avec une parité de 24 hommes et 24 femmes. Chaque comité national olympique a le droit à un maximum de deux hommes et deux femmes qualifiés, voire trois dans le cadre des jeux mondiaux.
Les places de qualification sont attribuées aux athlètes de manière nominative pour : 
- Circuit de la Ligue mondiale de surf ;
- Jeux mondiaux de surf de l'ISA ;
- Jeux panaméricains ;

Les quotas sont attribuées aux comités nationaux pour
- Jeux mondiaux de surf de l'ISA pour l'épreuve par équipes

| Moyen de qualification                            | Date                     | Lieu                  | Qualifiés | Qualifiés | Qualifiés | Qualifiés |
| Moyen de qualification                            | Date                     | Lieu                  | Hommes    | Hommes | Femmes    | Femmes |
| ------------------------------------------------- | ------------------------ | --------------------- | --------- | --- | --------- | --- |
| Jeux mondiaux de surf 2022                        | 16–24 septembre 2022     | Huntington Beach      | 1         | Connor O'Leary (JPN) | 1         | Caitlin Simmers (USA) |
| World Surf League 2023                            | janvier – septembre 2023 | Multiple              | 10        | Ethan Ewing (AUS) Jack Robinson (AUS) Filipe Toledo (BRA) João Chianca (BRA) Leonardo Fioravanti (ITA) Kanoa Igarashi (JPN) Matthew McGillivray (RSA) Jordy Smith (RSA) Griffin Colapinto (USA) John John Florence (USA) | 8         | Tyler Wright (AUS) Molly Picklum (AUS) Tatiana Weston-Webb (BRA) Brisa Hennessy (CRC) Johanne Defay (FRA) Teresa Bonvalot (POR) Carissa Moore (USA) Caroline Marks (USA) |
| Jeux mondiaux de surf 2023 - Afrique              | 30 mai – 7 juin 2023     | El Sunzal/La Bocana   | 1         | Alan Cleland (MEX) | 1         | Sarah Baum |
| Jeux mondiaux de surf 2023 - Asie                 | 30 mai – 7 juin 2023     | El Sunzal/La Bocana   | 1         | Reo Inaba (JPN) | 1         | Shino Matsuda |
| Jeux mondiaux de surf 2023 - Europe               | 30 mai – 7 juin 2023     | El Sunzal/La Bocana   | 1         | Kauli Vaast | 1         | Vahine Fierro |
| Jeux mondiaux de surf 2023 - Océanie              | 30 mai – 7 juin 2023     | El Sunzal/La Bocana   | 1         | Billy Stairmand | 1         | Saffy Vette |
| Jeux panaméricains de 2023                        | 24–30 octobre 2023       | Santiago              | 1         | Lucca Mesinas (PER) | 1         | Sanoa Dempfle-Olin (CAN) |
| Jeux mondiaux de surf 2024 - épreuve individuelle | 22 février – 2 mars 2024 | Arecibo               | 6         | Joan Duru (FRA) Alonso Correa (PER) Andy Criere (ESP) Rio Waida (INA) Ramzi Boukhiam (MAR) Tim Elter (GER) | 8         | Tainá Hinckel (BRA) Nadia Erostarbe (ESP) Sol Aguirre (PER) Yolanda Sequeira (POR) Camilla Kemp (GER) Anat Lelior (ISR) Yang Siqi (CHN) Janire González (ESP)            |
| Jeux mondiaux de surf 2024 - épreuve par équipes  | 22 février – 2 mars 2024 | Arecibo               | 1         | Gabriel Medina (BRA) | 1         | Luana Silva (BRA) |
| Invitation tripartite                             | Invitation tripartite    | Invitation tripartite | 1         | | 1         | |
| Total                                             | Total                    | Total                 | 24        | 24 | 24        | 24 |

Le pays organisateur, la France, était assuré de qualifier un surfeur et une surfeuse si aucun quota n'avait pu être attribué via les compétitions.
Pour pouvoir recevoir une place d'universalité, les athlètes doivent figurer parmi les 50 premiers au classement des jeux mondiaux 2023 ou 2024.

## Programme
| Épreuve / Date    | Sam. 27 juill. | Sam. 27 juill. | Sam. 27 juill. | Sam. 27 juill. | Dim. 28 juill. | Dim. 28 juill. | Dim. 28 juill. | Dim. 28 juill. | Lun. 29 juill. | Lun. 29 juill. | Lun. 29 juill. | Lun. 29 juill. | Mar. 30 juill. | Mar. 30 juill. | Mar. 30 juill. | Mar. 30 juill. |
| ----------------- | -------------- | -------------- | -------------- | -------------- | -------------- | -------------- | -------------- | -------------- | -------------- | -------------- | -------------- | -------------- | -------------- | -------------- | -------------- | -------------- |
| Shortboard hommes | R1             | R1             | R2             | R2             | R2             | R2             | R3             | R3             | ¼              | ¼              | ¼              | ¼              | ½              | ½              | B              | F              |
| Shortboard femmes | R1             | R1             | R1             | R1             | R2             | R2             | R2             | R2             | R3             | R3             | ¼              | ¼              | ½              | ½              | B              | F              |

| - Q : qualifications - ¼ : quart de finale - ½ : demi-finale - B : 3e place - F : finale |

Épreuves suspendues le lundi, puis reprises le jeudi et à nouveau suspendues jusqu'au lundi 5 août en raison de la situation météorologique.

## Podiums
| Épreuves          | Or                   | Argent                    | Bronze               |
| ----------------- | -------------------- | ------------------------- | -------------------- |
| Shortboard hommes | Kauli Vaast (FRA)    | Jack Robinson (AUS)       | Gabriel Medina (BRA) |
| Shortboard femmes | Caroline Marks (USA) | Tatiana Weston-Webb (BRA) | Johanne Defay (FRA)  |

## Résultats détaillés

### Compétition masculine

#### Premier et deuxième tours
Au premier tour, les 2 premiers de chaque série accèdent directement au 3e tour (T3) ; les autres vont au 2e tour (T2).
Au deuxième tour, les deux premiers de chaque série se qualifient pour le 3e tour (T3) ; les autres sont éliminés (E).
| Série | Rang | Surfeur                  | Nation           | Score | Notes |
| ----- | ---- | ------------------------ | ---------------- | ----- | ----- |
| 1     | 1    | Ethan Ewing (8)          | Australie        | 9,90  | T3    |
| 1     | 2    | Jordy Smith (17)         | Afrique du Sud   | 7,60  | T2    |
| 1     | 3    | Tim Elter (9)            | Allemagne        | 4,00  | T2    |
| 2     | 1    | Joan Duru (4)            | France           | 13,84 | T3    |
| 2     | 2    | Jack Robinson (13)       | Australie        | 13,36 | T2    |
| 2     | 3    | Matthew McGillivray (21) | Afrique du Sud   | 5,26  | T2    |
| 3     | 1    | Alonso Correa (5)        | Pérou            | 14,33 | T3    |
| 3     | 2    | Filipe Toledo (12)       | Brésil           | 7,63  | T2    |
| 3     | 3    | Kanoa Igarashi (20)      | Japon            | 4,17  | T2    |
| 4     | 1    | Gabriel Medina (1)       | Brésil           | 13,50 | T3    |
| 4     | 2    | Connor O'Leary (16)      | Japon            | 9,93  | T2    |
| 4     | 3    | Bryan Pérez (24)         | Salvador         | 7,53  | T2    |
| 5     | 1    | João Chianca (23)        | Brésil           | 10,07 | T3    |
| 5     | 2    | Ramzi Boukhiam (2)       | Maroc            | 9,76  | T2    |
| 5     | 3    | Billy Stairmand (15)     | Nouvelle-Zélande | 5,53  | T2    |
| 6     | 1    | John John Florence (11)  | États-Unis       | 17,33 | T3    |
| 6     | 2    | Alan Cleland (19)        | Mexique          | 14,34 | T2    |
| 6     | 3    | Andy Criere (16)         | Espagne          | 12,00 | T2    |
| 7     | 1    | Griffin Colapinto (22)   | États-Unis       | 17,03 | T3    |
| 7     | 2    | Kauli Vaast (3)          | France           | 13,63 | T2    |
| 7     | 3    | Lucca Mesinas (14)       | Pérou            | 11,10 | T2    |
| 8     | 1    | Reo Inaba (18)           | Japon            | 12,76 | T3    |
| 8     | 2    | Leonardo Fioravanti (10) | Italie           | 8,87  | T2    |
| 8     | 3    | Rio Waida (7)            | Indonésie        | 5,74  | T2    |

#### Troisième tour et phase finale
Lors du 3e tour, le surfeur le mieux classé des 1er et 2e tour rencontre le moins bien classé, et ainsi de suite.
| Troisième tour | Troisième tour           | Troisième tour |  |  | Quarts de finale | Quarts de finale     | Quarts de finale |  |  | Demi-finale | Demi-finale          | Demi-finale |  |                                  | Finale                           | Finale                           | Finale |
|                |                          |                |  |  |                  |                      |                  |  |  |             |                      |             |  |                                  |                                  |                                  |        |
| 5              | Alonso Correa (PER)      | 15,00          |  |  |                  |                      |                  |  |  |             |                      |             |  |                                  |                                  |                                  |        |
| 17             | Jordy Smith (RSA)        | 12,20          |  |  | 5                | Alonso Correa (PER)  | 10,50            |  |  |             |                      |             |  |                                  |                                  |                                  |        |
| 18             | Reo Inaba (JPN)          | 6,00           |  |  | 18               | Reo Inaba (JPN)      | 10,16            |  |  |             |                      |             |  |                                  |                                  |                                  |        |
| 12             | Filipe Toledo (BRA)      | 2,46           |  |  |                  |                      |                  |  |  | 5           | Alonso Correa (PER)  | 9,60        |  |                                  |                                  |                                  |        |
| 22             | Griffin Colapinto (USA)  | 13,83          |  |  |                  |                      |                  |  |  | 3           | Kauli Vaast (FRA)    | 10,96       |  |                                  |                                  |                                  |        |
| 3              | Kauli Vaast (FRA)        | 15,10          |  |  | 3                | Kauli Vaast (FRA)    | 15,33            |  |  |             |                      |             |  |                                  |                                  |                                  |        |
| 4              | Joan Duru (FRA)          | 18,13          |  |  | 4                | Joan Duru (FRA)      | 12,33            |  |  |             |                      |             |  |                                  |                                  |                                  |        |
| 19             | Alan Cleland (MEX)       | 15,17          |  |  |                  |                      |                  |  |  |             |                      |             |  |                                  | 3                                | Kauli Vaast (FRA)                | 17.67  |
| 1              | Gabriel Medina (BRA)     | 17,40          |  |  |                  |                      |                  |  |  |             |                      |             |  |                                  | 13                               | Jack Robinson (AUS)              | 7.83   |
| 20             | Kanoa Igarashi (JPN)     | 7,04           |  |  | 1                | Gabriel Medina (BRA) | 14,77            |  |  |             |                      |             |  |                                  |                                  |                                  |        |
| 23             | João Chianca (BRA)       | 18,10          |  |  | 23               | João Chianca (BRA)   | 9,33             |  |  |             |                      |             |  |                                  |                                  |                                  |        |
| 2              | Ramzi Boukhiam (MAR)     | 17,80          |  |  |                  |                      |                  |  |  | 1           | Gabriel Medina (BRA) | 6,33        |  |                                  |                                  |                                  |        |
| 11             | John John Florence (USA) | 9,07           |  |  |                  |                      |                  |  |  | 13          | Jack Robinson (AUS)  | 12,33       |  |                                  |                                  |                                  |        |
| 13             | Jack Robinson (AUS)      | 13,94          |  |  | 13               | Jack Robinson (AUS)  | 15,33            |  |  |             |                      |             |  | Match pour la médaille de bronze | Match pour la médaille de bronze | Match pour la médaille de bronze |        |
| 8              | Ethan Ewing (AUS)        | 14,17          |  |  | 8                | Ethan Ewing (AUS)    | 13,00            |  |  |             |                      |             |  |                                  | 5                                | Alonso Correa (PER)              | 12.43  |
| 16             | Connor O'Leary (JPN)     | 11,00          |  |  |                  |                      |                  |  |  |             |                      |             |  |                                  | 1                                | Gabriel Medina (BRA)             | 15.44  |

### Compétition féminine

#### Premier et deuxième tours
Au premier tour, les premières de chaque série accèdent directement au 3e tour (T3) ; les autres vont au 2e tour (T2).
Au deuxième tour, les premières de chaque série se qualifient pour le 3e tour (T3) ; les autres sont éliminés (E).
| Série | Rang | Surfeuse                       | Nation           | Score | Notes |
| ----- | ---- | ------------------------------ | ---------------- | ----- | ----- |
| 1     | 1    | Caroline Marks (9)             | États-Unis       | 17,93 | T3    |
| 1     | 2    | Sarah Baum (17)                | Afrique du Sud   | 8,47  | T2    |
| 1     | 3    | Yolanda Hopkins (8)            | Portugal         | 7,00  | T2    |
| 2     | 1    | Vahiné Fierro (21)             | France           | 11,17 | T3    |
| 2     | 2    | Sol Aguirre (4)                | Pérou            | 4,30  | T2    |
| 2     | 3    | Janire Gonzalez-Etxabarri (13) | Espagne          | 2,43  | T2    |
| 3     | 1    | Tyler Wright (20)              | Australie        | 7,67  | T3    |
| 3     | 2    | Anat Lelior (5)                | Israël           | 5,43  | T2    |
| 3     | 3    | Sanoa Dempfle-Olin (12)        | Canada           | 4,83  | T2    |
| 4     | 1    | Caitlin Simmers (24)           | États-Unis       | 12,93 | T3    |
| 4     | 2    | Tatiana Weston-Webb (1)        | Brésil           | 10,33 | T2    |
| 4     | 3    | Molly Picklum (16)             | Australie        | 8,44  | T2    |
| 5     | 1    | Brisa Hennessy (15)            | Costa Rica       | 15,56 | T3    |
| 5     | 2    | Johanne Defay (2)              | France           | 9,50  | T2    |
| 5     | 3    | Candelaria Resano (23)         | Nicaragua        | 9,43  | T2    |
| 6     | 1    | Luana Silva (19)               | Brésil           | 7,27  | T3    |
| 6     | 2    | Tainá Hinckel (6)              | Brésil           | 5,73  | T2    |
| 6     | 3    | Camilla Kemp (11)              | Allemagne        | 2,80  | T2    |
| 7     | 1    | Nadia Erostarbe (3)            | Espagne          | 13,83 | T3    |
| 7     | 2    | Saffi Vette (22)               | Nouvelle-Zélande | 7,50  | T2    |
| 7     | 3    | Siqi Yang (14)                 | Chine            | 5,40  | T2    |
| 8     | 1    | Carissa Moore (7)              | États-Unis       | 16,50 | T3    |
| 8     | 2    | Shino Matsuda (18)             | Japon            | 11,16 | T2    |
| 8     | 3    | Teresa Bonvalot (10)           | Portugal         | 10,34 | T2    |

| Série | Rang | Surfeuse                       | Nation           | Score | Notes |
| ----- | ---- | ------------------------------ | ---------------- | ----- | ----- |
| 1     | 1    | Siqi Yang (14)                 | Chine            | 8,67  | T3    |
| 1     | 2    | Sol Aguirre (4)                | Pérou            | 4,50  | E     |
| 2     | 1    | Sarah Baum (17)                | Afrique du Sud   | 10,50 | T3    |
| 2     | 2    | Camilla Kemp (11)              | Allemagne        | 4,94  | E     |
| 3     | 1    | Shino Matsuda (18)             | Japon            | 9,77  | T3    |
| 3     | 2    | Teresa Bonvalot (10)           | Portugal         | 6,84  | E     |
| 4     | 1    | Johanne Defay (2)              | France           | 11,83 | T3    |
| 4     | 2    | Molly Picklum (16)             | Australie        | 7,43  | E     |
| 5     | 1    | Tatiana Weston-Webb (1)        | Brésil           | 9,50  | T3    |
| 5     | 2    | Candelaria Resano (23)         | Nicaragua        | 3,30  | E     |
| 6     | 1    | Yolanda Hopkins (8)            | Portugal         | 4,67  | T3    |
| 6     | 2    | Saffi Vette (22)               | Nouvelle-Zélande | 1,27  | E     |
| 7     | 1    | Tainá Hinckel (6)              | Brésil           | 7,10  | T3    |
| 7     | 2    | Sanoa Dempfle-Olin (12)        | Canada           | 6,30  | E     |
| 8     | 1    | Anat Lelior (5)                | Israël           | 11,00 | T3    |
| 8     | 2    | Janire Gonzalez-Etxabarri (13) | Espagne          | 2,80  | E     |

#### Troisième tour et phase finale
Lors du 3e tour, la surfeuse le mieux classée des 1er et 2e tour rencontre la moins bien classée, et ainsi de suite.
| Troisième tour | Troisième tour            | Troisième tour |  |  | Quarts de finale | Quarts de finale          | Quarts de finale |  |  | Demi-finale | Demi-finale               | Demi-finale |  |                                  | Finale                           | Finale                           | Finale |
|                |                           |                |  |  |                  |                           |                  |  |  |             |                           |             |  |                                  |                                  |                                  |        |
| 9              | Caroline Marks (USA)      | 6,93           |  |  |                  |                           |                  |  |  |             |                           |             |  |                                  |                                  |                                  |        |
| 14             | Siqi Yang (CHN)           | 1,63           |  |  | 9                | Caroline Marks (USA)      | 7,77             |  |  |             |                           |             |  |                                  |                                  |                                  |        |
| 20             | Tyler Wright (AUS)        | 11,10          |  |  | 20               | Tyler Wright (AUS)        | 5,37             |  |  |             |                           |             |  |                                  |                                  |                                  |        |
| 5              | Anat Leilor (ISR)         | 7,74           |  |  |                  |                           |                  |  |  | 9           | Caroline Marks (USA)      | 12,17       |  |                                  |                                  |                                  |        |
| 21             | Vahine Fierro (FRA)       | 7,54           |  |  |                  |                           |                  |  |  | 2           | Johanne Defay (FRA)       | 12,17       |  |                                  |                                  |                                  |        |
| 2              | Johanne Defay (FRA)       | 9,00           |  |  | 2                | Johanne Defay (FRA)       | 10,34            |  |  |             |                           |             |  |                                  |                                  |                                  |        |
| 7              | Carissa Moore (USA)       | 8,16           |  |  | 7                | Carissa Moore (USA)       | 6,50             |  |  |             |                           |             |  |                                  |                                  |                                  |        |
| 17             | Sarah Baum (RSA)          | 3,87           |  |  |                  |                           |                  |  |  |             |                           |             |  |                                  | 9                                | Caroline Marks (USA)             | 10.50  |
| 3              | Nadia Erostarbe (ESP)     | 8,34           |  |  |                  |                           |                  |  |  |             |                           |             |  |                                  | 1                                | Tatiana Weston-Webb (BRA)        | 10.33  |
| 18             | Shino Matsuda (JPN)       | 5,84           |  |  | 3                | Nadia Erostarbe (ESP)     | 6,34             |  |  |             |                           |             |  |                                  |                                  |                                  |        |
| 24             | Caitlin Simmers (USA)     | 1,93           |  |  | 1                | Tatiana Weston-Webb (BRA) | 8,10             |  |  |             |                           |             |  |                                  |                                  |                                  |        |
| 1              | Tatiana Weston-Webb (BRA) | 12,34          |  |  |                  |                           |                  |  |  | 1           | Tatiana Weston-Webb (BRA) | 13,66       |  |                                  |                                  |                                  |        |
| 19             | Luana Silva (BRA)         | 6,77           |  |  |                  |                           |                  |  |  | 15          | Brisa Hennessy (CRC)      | 6,17        |  |                                  |                                  |                                  |        |
| 6              | Tainá Hinckel (BRA)       | 5,93           |  |  | 19               | Luana Silva (BRA)         | 5,47             |  |  |             |                           |             |  | Match pour la médaille de bronze | Match pour la médaille de bronze | Match pour la médaille de bronze |        |
| 15             | Brisa Hennessy (CRC)      | 12,34          |  |  | 15               | Brisa Hennessy (CRC)      | 6,37             |  |  |             |                           |             |  |                                  | 2                                | Johanne Defay (FRA)              | 12.66  |
| 8              | Yolanda Hopkins (POR)     | 9,90           |  |  |                  |                           |                  |  |  |             |                           |             |  |                                  | 15                               | Brisa Hennessy (CRC)             | 4.93   |

## Tableau des médailles
- Pays organisateur (France)

| Rang  | Nation     | Or | Argent | Bronze | Total |
| ----- | ---------- | -- | ------ | ------ | ----- |
| 1     | France     | 1  | 0      | 1      | 2     |
| 2     | États-Unis | 1  | 0      | 0      | 1     |
| 3     | Brésil     | 0  | 1      | 1      | 2     |
| 4     | Australie  | 0  | 1      | 0      | 1     |
| Total | Total      | 2  | 2      | 2      | 6     |